# Jacques d'Ibelin
Jacques d'Ibelin (c. 1240 - 1276) est comte de Jaffa, fils de Jean d'Ibelin, comte de Jaffa, et de Maria de Babaron. C'est un homme de guerre et juriste du royaume de Jérusalem qui a écrit un livre de droit, le Livre de Jacques d'Ibelin, qui est un des documents du recueil des Assises de Jérusalem.

## Biographie
Jacques d'Ibelin est né vers 1240 dans le comté de Jaffa ; il est le fils Jean d'Ibelin, comte de Jaffa et d’Ascalon, seigneur de Ramla et Bbailli de Jérusalem, ainsi que de Maria de Babaron, fille de Constantin de Barbaron, seigneur arménien, et d’Alix de Lampron. Il a pour oncle Héthoum Ier, roi arménien de Cilicie.
Vers 1271 ou en 1276,, il écrit un ouvrage de droit appelé le Livre de Jacques d'Ibelin. Ce livre est ensuite intégré dans la compilation intitulée les Assises de Jérusalem,,. À l'intérieur de cet ensemble, le Livre de Jacques d'Ibelin apparaît comme un ouvrage secondaire. Il s'agit d'un traité de droit qui se fonde sur celui du père de Jacques, le comte de Jaffa Jean d'Ibelin, et le résume brièvement. Jacques d'Ibelin y expose notamment un litige devenu célèbre concernant le service vassalique dû au roi de Chypre et les conditions de rétribution du vassal pour ce service.
Comme Philippe de Novare, Jean d'Ibelin et Geoffroy Le Tort, Jacques d'Ibelin fait partie des nobles du royaume de Jérusalem qui sont également juristes,, ce qui ne se retrouve pas dans les autres États féodaux.
Jacques d'Ibelin succède à son père à la tête du comté de Jaffa en 1266. Deux ans après la mort de son père, le 7 mars 1268, la ville de Jaffa est prise par les Mamelouks. Il paraît s'être retiré à Chypre, où il avait des terres et où, en 1271, il représente les chevaliers de Chypre dans une controverse juridique avec le roi Hugues III de Lusignan. Il meurt en 1276.
Il épouse vers 1260 Marie de Montbéliard, petite-fille de Gautier de Montbéliard. Ils n'ont pas d'enfant.